# Болотяна істота (фільм, 1982)
«Болотяна істота» (англ. Swamp Thing) — американський супергеройський фільм 1982 року режисера Веса Крейвена. Одноіменна екранізація коміксу Лена Вейна та Берні Райтсона «Болотяна істота» від видавництва DC Comics.
У 1989 році з'явилося продовження «Повернення болотяної істоти».

## Сюжет
На болотах Флориди вченого оточує загін найманців і провокує змію вкусити його. Згодом на ті ж болота прибуває урядова службовиця Аліса Кейбл для участі в надсекретному біоінженерному проекті, щоб замінити зниклого вченого. Там облаштована лабораторія, оточена датчиками руху. Аліса одразу помічає, що один з датчиків вийшов з ладу, і біохімік Гаррі Ріттер розповідає, що її попередник намагався його полагодити, коли його вбив алігатор. Керівник проєкту, Чарлі, розповідає Ріттеру чутки про бандита Ентоні Аркейна, що має намір захопити лабораторію. Аліса знайомиться з доктором Ліндою Голланд та її братом, провідним науковцем, доктором Алеком Голландом, який проводить її на екскурсію та заохочує помилуватися красою боліт, де цвітуть орхідеї.
Лунає вибух і група повертається до лабораторії, де Лінда демонструє своє нещодавнє відкриття: світну рослинну суміш з вибуховими властивостями. Через деякий час Алек (за чиєю формулою створена суміш) помічає, що суміш викликала швидкий ріст рослин на поверхнях, яких вони торкалися. Раптом група найманців нападає на лабораторію. Чоловік, схожий на Ріттера, знімає маску та показує, що він і є Аркейн. Коли Аркейн стріляє в Лінду за спробу втекти з записами формули, Алек хапає мензурку, але розлиті хімікати підпалюють його. Він вибігає надвір, пірнає в болото, щоб загасити полум'я, та зникає.
Поплічники Аркейна обшукують залишки лабораторії. На світанку найманець ловить Алісу та намагається втопити її в болоті, але зелена людиноподібна істота рятує її. Тим часом у своєму маєтку Аркейн та його секретарка усвідомлюють, що останній блокнот Алека з фінальною частиною формули зник. Він у Аліси, яка біжить до найближчої заправки, щоб зателефонувати своїм роботодавцям. Оператор з'єднує її з Аркейном, який, видаючи себе за Ріттера, стверджує, що його викликали з місця події перед нападом. Сказавши, що вона вкрала останній блокнот Алека, Аліса чекає на повернення Ріттера на заправці, де працює підліток Джуд. Але туди прибувають люди Аркейна та переслідують її через ліс. Раптом з'являється зелена людиноподібна істота, вкрита рослинністю, яку вони називають Болотною Істотою, і знову лякає переслідувачів, завдяки чому Аліса тікає. Аркейн робить висновок, що Аліса щось пов'язує з Болотяною Істотою.
Аліса та Джуд плавають на човні навколо болота, доки не досягають пристані біля уламків лабораторії. Кілька човнів з людьми Аркейна наближаються до Аліси та Джуда, виманюючи істоту з її схованки серед очерету. Кулі та гранати не завдають Болотняній Істоті суттєвої шкоди, і вона влаштовує аварію човна. Аліса дає блокнот Джужу та просить тікати, але хлопця перестрівають найманці. Болотна Істота знаходить мертвого Джуда й оживлює його зеленим сяйвом зі своїх рук. Отямившись, Джуд розуміє, що істота є другом Аліси, і віддає їй блокнот. На човні Аркейна Аліса викидає свого викрадача, Феррета, за борт, а потім пірнає у воду та пливе до берега. Опинившись на суші, Аліса натикається на Болотяну Істоту, яка кличе її ім'я. Феррет відрубує ліву руку Болотяній Істоті мачете, але істота легко розчавлює голову нападника, через що Аліса непритомніє. Вона прокидається в обіймах монстра. Болотяна Істота розмовляє з нею, і Аліса впізнає в ньому Алека. Найманці переслідують її, ловлять Болотну Істоту в сітку та забирають останній блокнот.
Ввечері Аркейн запрошує Алісу на офіційну вечерю, присвячену успішному отриманню ним формули Алека, що відкриває шлях до безсмертя. Поплічник Аркейна на ім'я Бруно випиває напій безсмертя, після чого в нього починаються конвульсії. Чоловік перетворюється на гобліна, лякаючи присутніх. Аркейн замикає його в підземеллі разом з Болотяною Істотою, і розпитує чому експеримент провалився. Болотяна Істота пояснює, що формула посилює природні якості людини.
Замкнувши Алісу в підземеллі з ними, Аркейн повертається до свого кабінету та випиває склянку формули. Його тіло вкривається пухирями, а потім перетворюється на кокон, з якого вилуплюється вовкулака. Болотяна Істота після декількох спроб дістає рукою до сонячного променя, відрощує руку та розриває на собі ланцюги, після чого звільняє Алісу та Бруно. Аркейн спускається до підземелля і виявляє, що його полонені втекли через підводний тунель, який веде назад до болота.
Через деякий час Аліса та Болотяна Істота виходять з води, а за ними прямує Аркейн, який пронизує Алісу мечем зі свого маєтку. Болотяна Істота оживлює Алісу, а потім убиває Аркейна. Істота збирається ховатися на болотах, але Аліса благає його залишитися, щоб вона могла допомогти йому відновити його роботу. Він відмовляється, але обіцяє повернутися пізніше. Джуд виходить з-за дерев та обіймає її, поки вони спостерігають, як Болотяна Істота зникає в болоті.

## У ролях
| Актор         | Роль                 |
| ------------- | -------------------- |
| Рей Вайз      | доктор Алек Голланд  |
| Едріенн Барбо | Аліса Кейбл          |
| Луї Журдан    | доктор Ентоні Аркейн |
| Девід Гесс    | Феррет               |
| Ніколас Ворт  | Бруно                |
| Дон Найт      | Гаррі                |